# Walker Hayes
Walker Hayes (Mobile, 27 de diciembre de 1979) es un cantante country estadounidense. Ha publicado tres sencillos que han estrado en la lista de éxitos Hot Country Songs y ha lanzado dos álbumes.

## Biografía
Nació el 27 de diciembre de 1979 en Mobile, Alabama. Su padre, Charles Hayes es un agente de bienes raíces.
Se mudó con su esposa a Nashville en 2005, con la esperanza de entrar en el negocio de la música country. Consiguió un trabajo escribiendo canciones para una editorial de Nashville y luego firmó un contrato con Mercury Records Nashville, aunque fue rápidamente abandonado y trasladado a Capitol Records Nashville. En 2010, lanzó su primer sencillo, «Pants». Debutó en el No. 60 en las listas Hot Country Songs fechadas para la semana que finalizó el 18 de septiembre de 2010. Kyle Ward de Roughstock calificó a las tres estrellas y media de cinco. Walker debutó el video de la canción en diciembre de 2010. Walker también apareció en un episodio de 19 Kids and Counting, cantando una canción que escribió sobre Jill y la propuesta de su ahora esposo, Derick. «Pants» y un segundo sencillo, «Why Wait for Summer», ambos aparecieron en un álbum para Capitol Records titulado Reason to Rhyme.
Coescribió y cantó la voz de invitado en «Dirty Side», un corte del álbum de Colt Ford de 2014 Thanks for Listening. También coescribió el sencillo de finales de 2014 «Eat Sleep Love You Repeat» de Rodney Atkins. Después de perder su contrato con Capitol Records, Walker trabajó en Costco para mantenerse.
En 2016, firmó un contrato de publicación y producción con Shane McAnally y SMACK/RareSpark, a través del cual lanzó dos extended plays. Esto fue seguido por su primer sencillo para Monument Records, «You Broke Up with Me». Aparece en su primer álbum de Monument, boom.

## Vida personal
Vive en Nashville con su esposa, Laney Beville Hayes, y sus seis hijos.

## Discografía

### Álbumes de estudio
- Reason to Rhyme (2011)
- Boom (2017)

### Extended plays
- Walker Hayes (2010)
- 8Tracks (Vol. 1): Good Shit (2016)
- 8Tracks (Vol. 2): Break the Internet (2016)

### Sencillos
- «Pants» (2010)
- «Why Wait for Summer» (2011)
- «Pimpin' Joy»[12] (2014)
- «You Broke Up with Me» (2017)

### Videos musicales
| Año  | Vídeo                        | Director(es)  |
| ---- | ---------------------------- | ------------- |
| 2010 | «Pants»                      | Peter Zavadil |
| 2015 | «Dirty Side» (con Colt Ford) |               |
| 2017 | «You Broke Up with Me»       | Blythe Thomas |